# 麦西里姆
麦西里姆（Mesilim），约公元前2750年的苏美尔城邦的国王，被称（或者自称）为“基什之王”。
在考古学所得材料中关于他今天的人们只知道很少的情况。在拉格什与温马的邻土纠纷中他承担过仲裁的角色，为两个城邦划分了边界，并立了界碑。但是这个边界可能对拉格什有利，所以后来温马与拉格什战争不断，几乎持续了一百多年。
另外，发现有一个石制权杖头，上面标有“麦西里姆，基什之王”，或许这个就是麦西里姆自己的权杖头。在拉格什的铭文及这个石制权杖头上，麦西里姆都是“基什王”，但是较新的发现表明他并不是基什人。按照当时苏美尔城邦的情况，麦西里姆肯定是统治了相当大的地盘并且拥有相当的势力，才能够仲裁城邦之间的边界纠纷，也才能够称为“基什王”。但奇怪的是《苏美尔王表》却完全没有提到他的名字。